# Rio Modder
Rio Modder é um rio da África do Sul.